# Хаику
Хаику (јапански 俳句) је једна од најпознатијих врста јапанске поезије. Коначно дефинисана у 17. веку. Састоји се од три стиха који имају 17. слогова. Хаику показује изузетно концентрисани момент природе, који је повезан с догађајима у људској унутрашњости. Први стих хаику идеално илуструје основну слику, атмосферу, осећаја или мисли. Хаику врло често садржи речи које се односе на одређено годишње доба. Речи се могу односити на биљке или животиње, људе, активности или свечаности. Процветала јапанска трешња указује на пролеће, љиљани на лето, хризантема на јесен и репа на зиму. Хаику стил је уобличен под јаким утицајем зена.
Традиционални јапански хаику састоји се од три фразе које садрже киреји, или „резну реч“, 17 он (врста јапанске фонеме) у обрасцу 5, 7, 5, и киго или сезонску референцу. Сличне песме које се не придржавају ових правила углавном се класификују као сенрју.
Хаику је настао као уводни део веће јапанске песме зване ренга. Ови хаикуи написани као почетна строфа били су познати као хоку и временом су их писци почели писати као своје самосталне песме. Садашње име хаикуу је дао јапански писац Масаока Шики крајем 19. века.

## Традиционални елементи

### КируиКиреји
У јапанском хаику, киреји или пресечна реч обично се појављује на крају једне од три фразе у стиху. Киреји испуњава улогу аналогну улози цезуре у класичној западној поезији или волтe у сонетима. У зависности од тога која је раздвојна реч изабрана и од њеног положаја у стиху, она може накратко пресећи ток мисли, сугеришући паралелу између претходних и следећих фраза, или може пружити достојанствени крај, закључујући стих са појачаним осећајем затварања.
Киреји пружа стиховима структурну подршку, омогућавајући им да стоје као независна песма. Употреба киреја разликује хаику и хоку од других и накнадних стихова ренкуа; која може да користи семантичку и синтаксичку дисјунктуру, чак до те мере да повремено заустави фразу са чиниоцем којим се завршава реченица (sentence-ending particle (終助詞 shūjoshi). Међутим, ренку обично користи киреји.
На енглеском, с обзиром да киреји немају директни еквивалент, песници понекад користе интерпункцију као што су цртица или елипса, или подразумевана пауза како би створили јукстапозицијu чији је циљ да читаоца потакнe на размишљање о односу два дела.
Киреји у примерима Башоа „стари рибњак“ и „ветар планине Фуји“ су „ја“ (や). Ни преостали Башо пример ни Иса пример не садрже киреји, иако оба балансирају фрагмент у првих пет он и фразу у преосталих 12 он (можда није очигледно из енглеског превода Исе да је првих пет он значи „Едова киша“).

## Пример Хаику
Сматра се најкраћим обликом поезије на свету. Као на пример:
- Ватра под пепелом
- Кућа под снегом
- Поноћ

## Познати песници и писци
Међу најважније хаику песнике се сматра Мацуо Башо (1644—1694), Јоса Бусон (1716—1783), Кобаyаши Исса (1763—1827) и Масаока Шики (1867—1902). Башо је обновио са својом ученицима хаикаи песништво, и успео да буде препозната као озбиљна литература. Шики се сматра оснивачем модерне хаику. Он је сковао израз Хаику(у односу на старије хаикаи или хокку).

### Муромачи раздобље (1336—1573)
- Икју Соџун (1394—1481.)

### Едо раздобље (1603—1868)
- Мацуо Башо (1644—1694.)
- Јос Бусони (1716—1783.)
- Кобаyаши Исса (1763—1827.)

### Меиџи раздобље (након 1868)
- Масаока Шики (1867—1902.)
- Такахама Киоши (1874—1959.)
- Саито Мокичи (1882—1953.)
- Танеда Сантока (1882—1940.)
- Накамура Кусатао (1901—1983.)

Хаику је имао значајног одјека у европској књижевности у двадесетом столећу. Једино је танаке песничка врста која се по популарности, у Јапану, може мерити са Хаику поезијом

## Хаику у другим језицима
У Француску је хаику увео Паул-Луј Кушу око 1906.
Почетком 20. века нобеловац Рабиндранат Тагор саставио је хаику на бенгалском језику. Неке је исто тако превео и са јапанског. На гуџаратском, Џинабај Десај је у делу 'Снехарашми' популаризовао хаику и остао популаран писац хаикуа. У фебруару 2008. године Светски фестивал хаикуа је одржан у Бангалору, при чему су се окупили хајџини из целе Индије и Бангладеша, као и из Европе и Сједињених Држава. У јужној Азији с времена на време и неки други песници пишу хаику, међу којима су пакистански песник Омер Тарин, који је такође активан у покрету за глобално нуклеарно разоружање, а неки од његових „хирошимских хаикуа” читани су на разним мировним конференцијама у Јапану и Великој Британији. Индијска списатељица на малајаламском језику, Ашита, написала је неколико хаику песама које су објављене као књига. Њене песме су помогле популаризацији хаикуа међу читаоцима малајаламске књижевности.
Године 1992, нобеловац Чеслав Милош објавио је том Хаику у којој је са енглеског превео на пољски хаику јапанских мајстора и америчких и канадских савремених хаику аутора.
Бивши председник Европског савета Херман ван Ромпуи је хаиџин (俳人, хаику песник) и познат као „Хаику Херман“. Он је објавио књигу хаикуа у априлу 2010. године.

### Југоисточна Европа
Прва публикација у Југославији на тему хаикуа је била Поезија старог Јапана Милоша Црњанског, објављена 1925. године. Привлачила га је естетика аиои-но-матсу - вечног - и будистичке емпатија, која је имала додирних тачака с његовим повезивања удаљених ствари љубављу и симпатијом.
У социјалистичкој Југославији, развој хаику поезије почео је током 1960-их година, када су написане прве хаику књиге, почевши од Лептирова крила Дубравка Иванчана 1964. године. Убрајају се и други писци: Владимир Зорчић (1941-1995.), Милан Токинова (1909-1962.) необјављена колекција Годишња доба, Десанка Максимовић, Александар Неугебауер (1930-1989.) и Звонко Петровић (1925-2009.). Владимир Девиде (1925-2010) објавио је прву теоретску књигу 1970. године под називом Јапанска поезија и њен културно-повијесни оквир, с многим преводима јапанских класичних дела. Дејан Разић (1935-1985.) објавио је две књиге о хаикуу 1979. године, Развој хаикаи поезије од настанка до Башоа и Врхунац хаикаи поезије. Часопис Хаику се штампао од 1977. до 1981. године.
Хаику маратон (1982.) и Југословенски хаику конкурс (1985.) је 1980-их година организовао Славко Седлар. Први српски хаику часопис Паун почео је да се објављује 1988. године с Милијан Деспотовићем као уредником. Часопис Културе Истока (1983-1992.) дао је даљњи подстицај проучавању јапанских и других оријенталних култура. Формиран је београдски хаику клуб Шики 1991. године, назван по Масаоки Схикију. Анакиев заједно са Сергеом Томе створио је веб страницу Хаику асоцијација југоисточне Европе 1999. године. Хаику удружење Југославије формирано је 2000. године. Вишејезично дело "Чворови - Антологија хаикуа југоисточне Европе" објављео је 1999. године с песмама писаца из читаве југоисточне Европе. Конференција Светске хаику федерације 2000. године одржана је у Словенији.

### Хаику на енглеском језику
Чланке Паул-Луја Кушуа о хаику на француском језику прочитао је рани имажинизни теоретичар Ф. С. Флинт, који је Кушуове идеје преносио и на друге чланове прото-имажистичког песничког клуба попут Езре Паунда. Ејми Лоуел је путовала у Лондон да би упознала Паунда и сазнала о хаику. Она се затим вратила се у Сједињене Државе где је настојала да заинтересује друге у овом „новом“ облику. Хаику је накнадно имао значајан утицај на имажисте током 1910-их, нарочито на Паундово дело „У станици метроа“ 1913, али, упркос неколико покушаја Јоне Ногучија да објасни „хоку дух“, још увек није било довољно разумевања облика и његове историје.

### Хаику на шпанском језику
У Шпанији је неколико истакнутих песника експериментисало са хаикуом, укључујући Жоана Алковера, Антонија Мачада, Хуана Рамона Хименеза и Луис Кернуду. Федерико Гарсија Лорка је такође експериментисао и научио концизност из ове форме док је још био студент 1921. године. Међутим, најупорнији је био Исак дел Вандо, чија је Ла Сомбрилла Јапонеса (1924) прошла кроз неколико издања. Ову форму су на каталонском такође користили авангардни писци Жосеп Марија Јуној (1885–1955) и Ђуан Салват Папасеит, од којих ју је потоњи посебно користион у својој серији Вибрационс (1921).
Мексички песник Хозе Хуан Таблада заслужан је за популаризацију хаикуа у својој земљи, што је појачано објављивањем две збирке састављене у потпуности у том облику: Једног дана (1919), и Врч цвећа (1922). У уводу потоњег рада, Таблада је приметио да су и двојица младих Мексиканаца, Рафаел Лозано и Карлос Гутијерез Круз, такође почели да их пишу. Ускоро су их пратили Карлос Пељисер, Хавијер Виљаурутија и Хајме Торрес Бодет у својој колекцији Биомбо (1925). Много касније, Октавио Паз је укључио много хаикуа у Пиједрас Суелтас (1955).
Другде, еквадорски песник и дипломата Хорхе Карера Андраде је уврстио хаику међу 31 песму садржану у Микрограмасу (Токио 1940) а Аргентинац Хорхе Луис Борхес у збирку Ла цифра (1981).